# CGTN en árabe
CGTN en árabe (en chino: 中国国际电视台阿拉伯语频道; en árabe: سي جي تي إن العربية, a menudo abreviado como CGTN-العربية) es un canal en idioma árabe puesto en marcha por la Televisión Central China en 2009.

## Historia
El 25 de julio de 2009, Televisión Central de China lanzó su canal en idioma árabe, afirmando que su objetivo es mantener vínculos más estrechos con las naciones árabes y que el nuevo canal "servirá como un puente importante para fortalecer la comunicación y el entendimiento entre China y los países árabes". El canal de aire alcanza el Oriente Medio y Norte de África, Europa y Asia-Pacífico por Chinasat 6B. El canal también emite en formato HD y estándar . CCTV también tiene planes para un canal en idioma ruso. El canal está abierto para ser visto a una audiencia potencial de 300 millones de personas en 22 países, a través del uso de la televisión por satélite.